# 比利亚韦尔德德蒙特霍
比利亚韦尔德德蒙特霍，是西班牙卡斯蒂利亚-莱昂塞戈维亚省的一个市镇。 总面积25平方公里，总人口56人（2001年），人口密度2人/平方公里。